# Болд-Гед-Айленд (Північна Кароліна)
Болд-Гед-Айленд (англ. Bald Head Island) — селище (англ. village) в США, в окрузі Брансвік штату Північна Кароліна. Населення — 268 осіб (2020).

## Географія
Болд-Гед-Айленд розташований за координатами 33°51′50″ пн. ш. 77°59′20″ зх. д. / 33.86389° пн. ш. 77.98889° зх. д. (33.863859, -77.988870).  За даними Бюро перепису населення США в 2010 році селище мало площу 14,95 км², з яких 10,01 км² — суходіл та 4,93 км² — водойми.

### Клімат
| Клімат : Болд-Гед-Айленд     | Клімат : Болд-Гед-Айленд | Клімат : Болд-Гед-Айленд | Клімат : Болд-Гед-Айленд | Клімат : Болд-Гед-Айленд | Клімат : Болд-Гед-Айленд | Клімат : Болд-Гед-Айленд | Клімат : Болд-Гед-Айленд | Клімат : Болд-Гед-Айленд | Клімат : Болд-Гед-Айленд | Клімат : Болд-Гед-Айленд | Клімат : Болд-Гед-Айленд | Клімат : Болд-Гед-Айленд | Клімат : Болд-Гед-Айленд |
| Показник                     | Січ.                     | Лют.                     | Бер.                     | Квіт.                    | Трав.                    | Черв.                    | Лип.                     | Серп.                    | Вер.                     | Жовт.                    | Лист.                    | Груд.                    | Рік                      |
| Середній максимум, °C        | 13                       | 14                       | 18                       | 22                       | 26                       | 29                       | 31                       | 31                       | 29                       | 24                       | 20                       | 16                       | 23                       |
| Середній мінімум, °C         | 1                        | 2                        | 6                        | 9                        | 14                       | 18                       | 21                       | 21                       | 17                       | 11                       | 6                        | 2                        | 11                       |
| Норма опадів, мм             | 134                      | 106                      | 114                      | 78                       | 105                      | 128                      | 170                      | 195                      | 227                      | 98                       | 88                       | 106                      | 1549                     |
| ---------------------------- | ------------------------ | ------------------------ | ------------------------ | ------------------------ | ------------------------ | ------------------------ | ------------------------ | ------------------------ | ------------------------ | ------------------------ | ------------------------ | ------------------------ | ------------------------ |
| Джерело: The Weather Channel |                          |                          |                          |                          |                          |                          |                          |                          |                          |                          |                          |                          |                          |

## Демографія
Згідно з переписом 2010 року, у селищі мешкало 158 осіб у 83 домогосподарствах у складі 69 родин. Густота населення становила 11 осіб/км².  Було 1111 помешкання (74/км²).
Расовий склад населення:
| - 93,7 % — білих - 2,5 % — азіатів - 1,3 % — корінних американців - 1,3 % — осіб інших рас |

До двох чи більше рас належало 1,3 %. Частка іспаномовних становила 3,2 % від усіх жителів.
За віковим діапазоном населення розподілялося таким чином: 0,6 % — особи молодші 18 років, 55,7 % — особи у віці 18—64 років, 43,7 % — особи у віці 65 років та старші. Медіана віку мешканця становила 64,0 року. На 100 осіб жіночої статі у селищі припадало 105,2 чоловіків;  на 100 жінок у віці від 18 років та старших — 103,9 чоловіків також старших 18 років.
Середній дохід на одне домашнє господарство  становив 149 306 доларів США (медіана — 101 250), а середній дохід на одну сім'ю — 163 376 доларів (медіана — 96 042). За межею бідності перебувало 3,9 % осіб, у тому числі 0,0 % дітей у віці до 18 років та 0,0 % осіб у віці 65 років та старших.
Цивільне працевлаштоване населення становило 54 особи. Основні галузі зайнятості: роздрібна торгівля — 29,6 %, науковці, спеціалісти, менеджери — 24,1 %, фінанси, страхування та нерухомість — 22,2 %.